# Zhong Shanshan
Zhong Shanshan (Zhejiang, 1954) è un imprenditore cinese, miliardario, fondatore di Nongfu Spring, la più grande azienda di bevande in Cina, oltre ad essere anche il proprietario di maggioranza di un'azienda produttrice di vaccini, la Beijing Wantai Biological Pharmacy Enterprise.
Secondo Forbes, al 20 dicembre 2023 è il 19° uomo più ricco al mondo, con un patrimonio di 64.9 miliardi di dollari, e il più ricco della Cina.

## Biografia
Zhong è nato a Hangzhou, nella provincia di Zhejiang, nel 1954. Abbandonò la scuola elementare durante la Rivoluzione Culturale e trovò lavoro nell'edilizia. Nel 1977, si iscrisse a quella che oggi è la Zhejiang Radio & TV University studiando cinese. Zhong era un giornalista dello Zhejiang Daily prima di smettere nel 1988 per entrare nel mondo degli affari. Nel 1988, Zhong si trasferì a Hainan, un'isola al largo della costa della Cina meridionale. Vendeva funghi, gamberi e tartarughe durante il suo periodo sull'isola. Ha poi continuato a lavorare presso la società di bevande Wahaha come agente di vendita e ha venduto integratori sanitari prima di avviare un'attività in proprio.
Nel 1996, Zhong ha fondato una società di acqua in bottiglia a Hangzhou, che in seguito divenne Nongfu Spring. Nel 1999, Nongfu Spring ha smesso di rimuovere i minerali naturali dalla sua acqua. Questa è stata una mossa di marketing esperta e ha notevolmente contribuito ad aumentare l'esposizione al pubblico di destinazione. Era popolare in Cina, dove l'acqua distillata era la norma all'epoca, nonostante molti si preoccupavano dei suoi benefici per la salute o della loro mancanza. Sotto la guida di Zhong, la società è cresciuta fino a essere il più grande produttore di acqua in bottiglia in Cina, nonché una delle più grandi aziende di bevande al mondo. L'azienda ha battuto i colossi del settore come Coca-Cola, Watsons e Pepsi per diventare il marchio di bevande più venduto. 
Zhong ha sfruttato le nuove tecnologie come il cloud computing e i big data per ottenere un vantaggio chiave nella comprensione della base clienti di Nongfu Spring. Ciò ha permesso un'espansione del mercato senza precedenti in tutto il paese e ha trasformato questa azienda un tempo umile in un leviatano di proporzioni epiche. Secondo i dati della ricerca Nielsen, l'acqua naturale di Nongfu Springs è diventata l'acqua in bottiglia più popolare nel paese nel 2012. A partire dal 2012, Nongfu Spring è stato il primo venditore di bevande confezionate in Cina. Ha mantenuto questo dominio per 8 anni consecutivi.

## Vita privata
Zhong è sposato con Lu Xiaoping, da cui ha avuto tre figli. Mantiene un basso profilo pubblico, ed è stato definito un "lupo solitario" dai media cinesi. Ha acquistato un appartamento nel distretto di Xihu, Hangzhou, dove risiede principalmente. Anche il quartier generale di Nongfu Spring si trova nel distretto di Xihu, noto per la sua vicinanza al pittoresco Lago Occidentale della città. 